# Jim Barnett (wrestling)
James Edward Barnett, noto semplicemente come Jim Barnett (Oklahoma City, 9 giugno 1924 – 18 settembre 2004), è stato un imprenditore statunitense, promoter di wrestling.
Fu uno dei proprietari della National Wrestling Alliance di Indianapolis, della World Championship Wrestling australiana e della Georgia Championship Wrestling.

## Premi e riconoscimenti
- Wrestling Observer Newsletter
  - Wrestling Observer Newsletter Hall of Fame (Classe del 1996)[1]
- World Wrestling Entertainment
  - WWE Hall of Fame (Classe del 2019) - Introduzione d'onore